# جوردن ستون
جوردن ستون (بالإنجليزية: Jordan Stone)‏ (16 مارس 1984 بألين في الولايات المتحدة - ) هو لاعب كرة قدم أمريكي في مركز الوسط. شارك مع منتخب الولايات المتحدة تحت 17 سنة لكرة القدم ومنتخب الولايات المتحدة تحت 20 سنة لكرة القدم. أما مع النوادي، فقد لعب مع نادي دالاس.

## وصلات خارجية
- جوردن ستون على موقع الاتحاد الدولي (مؤرشف)  (الإنجليزية)
- جوردن ستون على موقع الدوري الأمريكي (الإنجليزية)
- جوردن ستون على موقع قاعدة بيانات كرة القدم.إي يو (الإنجليزية)